# Vincent Le Goff
Vincent Le Goff (* 15. Oktober 1989 in Quimper) ist ein französischer ehemaliger Fußballspieler.

## Karriere
Le Goff begann seine fußballerische Laufbahn in der Jugend beim FC Nantes, wo er von 2004 bis 2009 spielte. Anschließend wechselte er zum Zweitligisten Stade Laval. Am 19. Januar 2010 (21. Spieltag) wurde er bei einem 0:0-Unentschieden gegen Clermont Foot spät eingewechselt und gab somit sein Debüt im Profibereich. In der gesamten Saison 2009/10 spielte er insgesamt zweimal in der Ligue 2.
Im Sommer 2010 wechselte er in die National 2 zum La Vitréenne FC. In der Spielzeit 2010/11 spielte er dort insgesamt 32 Mal, wobei er siebenmal traf.
Nur eine Saison darauf wechselte er in die dritte Liga zu Le Poiré-sur-Vie VF. Er traf einmal in 26 Ligaeinsätzen in der Saison 2011/12. Seine zweite Saison bei Poiré-sur-Vie beendete er mit 33 Einsätzen in der Liga.
Im Sommer 2013 wechselte er zurück in die Ligue 2 zum FC Istres. Sein Debüt für den Verein gab er nach Einwechslung gegen den SCO Angers nach Einwechslung eine viertel Stunde vor Schluss. Nur drei Wochen später schoss er bei einem 2:2-Unentschieden gegen die US Créteil am 23. August 2013 (4. Spieltag). 2013/14 spielte er insgesamt 40 Spiele und schoss drei Tore.
Im Juli 2014 wechselte er schließlich in die Ligue 1 zum FC Lorient. Am 13. September 2014 (5. Spieltag) stand er gegen den HSC Montpellier in der Startelf und spielte somit das erste Mal in der Ligue 1. Bei einer 2:3-Niederlage gegen Girondins Bordeaux schoss er, als er über 90 Minuten spielte, sein erstes Tor in der ersten französischen Liga. Bei Lorient war er auf Anhieb Stammspieler und spielte in seiner Premierensaison 28 Mal und schoss ein Tor in der Liga. 2015/16 spielte er wettbewerbsübergreifend 31 Mal und blieb ohne Torerfolg. In der Spielzeit 2016/17 absolvierte er jedes einzelne Ligaspiel und schoss in diesen 38 Spielen ein Tor und stieg zudem mit seinem Verein in die Ligue 2 ab. Auch in seiner ersten Ligue-2-Saison mit Lorient schoss er zwei Tore in allen möglichen Ligaspielen. Die Folgesaison beendete er mit 37 Ligaeinsätzen, schoss drei Tore und gab fünf Vorlagen. In der Saison 2019/20 spielte er bis zum Ligaabbruch 27 von 28 möglichen Spielen und schoss ein Tor und stieg zurück in die Ligue 1 auf. Nach dem Wiederaufstieg spielte er jedoch nur 26 Spiele in der Saison 2020/21. 2021/22 war er wieder kompletter Stammspieler bei Lorient und spielte nahezu jedes Spiel.

## Erfolge
FC Lorient
- Meister der Ligue 2 und Aufstieg in die Ligue 1: 2020